# Ultra Street Fighter IV
Ultra Street Fighter IV, lançada em 2014, é a última atualização para o jogo Street Fighter IV após Super Street Fighter IV. Seu advento teve a adição de cinco novos personagens e várias alterações em sua jogabilidade.

## Inovações
Os novos personagens (em maioria retirados do jogo Street Fighter x Tekken, lançado em 2012) são: Decapre, uma personagem com aparência bem similar a da personagem Cammy, que teve uma rápida primeira aparição quando Chun-Li enfrenta as sub-chefes Juni e Juli  no jogo Street Fighter Alpha 3, Elena de Street Fighter III e três personagens originários do jogo Final Fight, que são Hugo, Poison e Rolento. Todos estes com aparências e jogabilidade herdadas de suas participações no jogo Street Fighter x Tekken.
Houve a adição de quatro novos estágios de luta, todos também originários do jogo Street Fighter x Tekken.
Em sua jogabilidade houve adições como a habilidade Red Focus, que é uma versão mais poderosa da habilidade Focus Attack, que é uma das características incluídas na série Street Fighter IV